# بخش کانیوشا
بخش کانیوشا (به لاتین: Kanyosha) یک منطقهٔ مسکونی در بوروندی است که در استان بوجومبورا واقع شده‌است.